# Três Reinos da Coreia

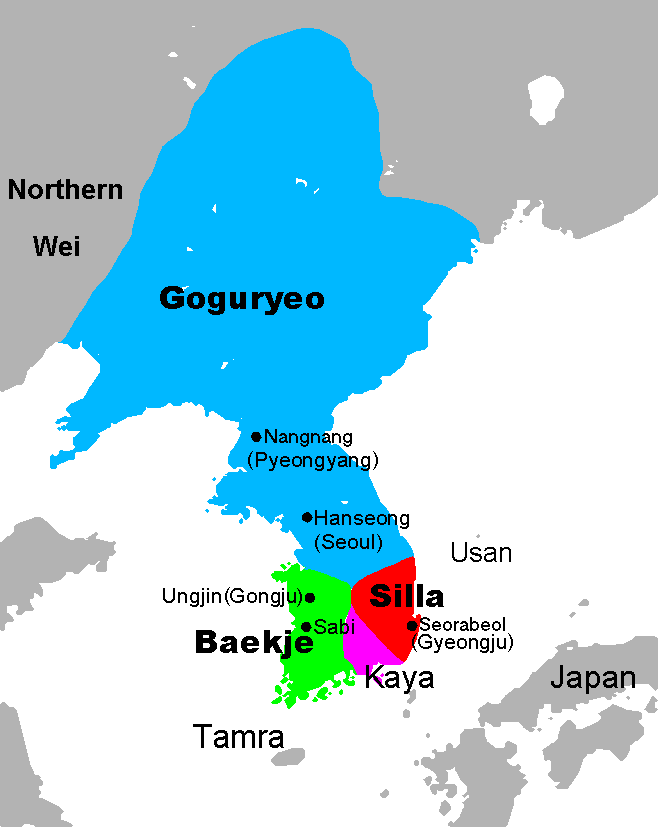
Mapa dos Três Reinos da Coreia, no final do século V

O conceito dos Três Reinos da Coreia (Hangul: 삼국시대) se refere aos reinos de Baekje (백제), Silla (신라) e Koguryo (고구려). Koguryo depois foi conhecido como Goryeo (고려), do qual o nome moderno da Coreia é derivado. O período dos Três Reinos é definido como sendo de 57 a.C. a 668 d.C. (mas existiram cerca de 78 estados tribais na região sul da Península Coreana e estados relativamente grandes com Okjeo, Buyeo, e Dongye na região norte e Manchúria).
Os três reinos ocuparam toda a Península Coreana e a maior parte da Manchúria, localizada nas atuais China e Rússia. Baekje e Goguryeo compartilharam mitos de fundação e se originaram de Buyeo.
No século VII, aliado com a China sob a Dinastia Tang, Silla unificou a Península Coreana pela primeira vez na história. Após a queda de Baekje e Goguryeo, a Dinastia Tang estabeleceu por pouco tempo um governo militar para administrar partes da península. Entretanto, como resultado da Guerra Silla-Tang (≈670–676), as forças de Silla expulsaram os exércitos do Protetorado da península em 676. O período seguinte é conhecido como Silla Unificada ou Silla Tardia (668–935).
Subsequentemente, Dae Joyeong, um antigo general de Goguryeo, fundou Balhae no antigo território de Goguryeo após derrotar a Dinastia Tang na Batalha de Tianmenling.
O período predecessor, antes do desenvolvimento dos reinos completos, é por vezes chamado de período Proto-Três Reinos.
O nome "Samguk", ou "Três Reinos", foi utilizado nos títulos coreanos dos textos clássicos Samguk Sagi e Samguk Yusa, ambos escritos no século XII, e a seção Bárbaros do Leste (東夷傳) do Livro de Wei (魏書) dos Registros dos Três Reinos na China.

## Nomes

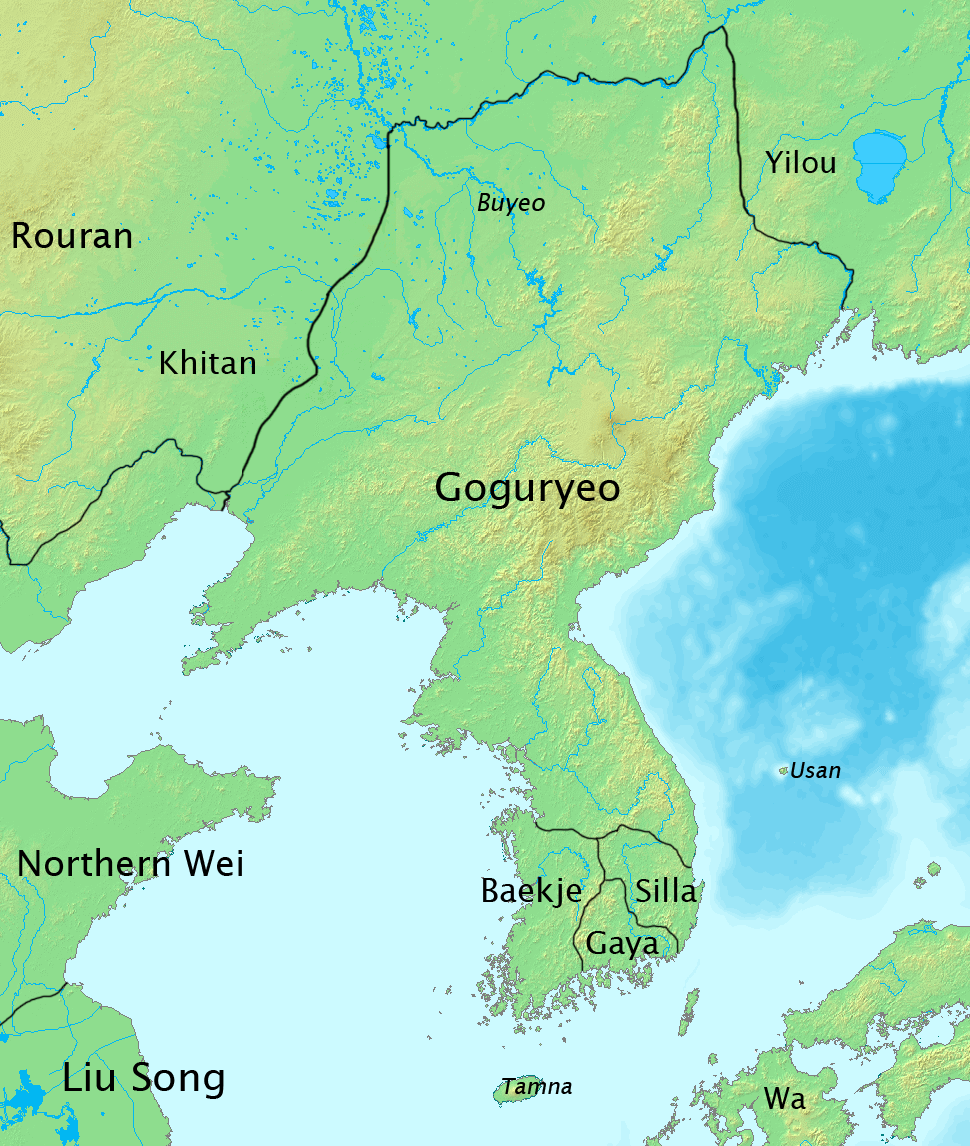
Mapa da Coreia em 476.

No início do século VII, o nome "Samhan" se tornou sinônimo dos Três Reinos da Coreia. O "Han" nos nomes do Império Coreano, Daehan Jeguk, e da República da Coreia (Coreia do Sul), Daehan Minguk ou Hanguk, referencia os Três Reinos da Coreia.
De acordo com o Samguk Sagi e o Samguk Yusa, Silla implementou uma política nacional, "Samhan Unification" (Hangul: 삼한일통), para integrar refugiados e imigrantes de Baekje e Goguryeo. Em 1982, uma pedra memorial datada de 686 foi descoberta em Cheongju com a inscrição: "Os Três Han foram unificados e o domínio foi expandido". Durante o período de Silla Unificado, os conceitos de Samhan como as antigas confederações e os Três Reinos da Coreia foram fundidos. Em uma carta a um tutor imperial da Dinastia Tang, Choe Chiwon igualou Byeonhan a Baekje, Jinhan a Silla, e Mahan a Goguryeo. No período Goryeo, Samhan se tornou um nome comum para se referir a todos os Três Reinos da Coreia. Em seus Dez Mandatos aos seus descendentes, Wang Geon declarou que ele tinha unificado os Três Han (Samhan), se referindo aos Três Reinos da Coreia. Samhan continuou a ser um nome comum para a Coreia durante a Dinastia Joseon, como evidenciado pelo seu largo uso nos Anais da Dinastia Joseon.